# 山下毅
山下 毅（やました たけし、1964年 - ）は、日本のジャーナリスト。NHK解説委員室解説委員長。

## 経歴
昭和39年静岡県榛原郡相良町（現 牧之原市）生まれ。
1988年、東京大学法学部を卒業後、NHKに入局。初任地はNHK横浜放送局。神奈川県警察本部や行政、教育関連と5年間在籍した後、1992年より報道局政治部に配属。政治部記者として首相官邸や永田町等の取材やレポートを担当。在任期間中の1999年よりフレッチャースクール法律外交大学院にて修士号を取得。
2000年からNHKワシントン支局に赴任。アメリカ大統領選挙や翌年発生したアメリカ同時多発テロ事件の取材やレポート等を経て、2004年に日本に帰国。報道局政治部に復帰し、再び政治記者として活動。
2010年からはNHK大阪放送局に異動。報道部記者として大阪府警察本部や事件記者を経て、2015年より報道局政治部長の昇格。翌年にはNHK熊本放送局に就任。2020年よりNHK解説委員室解説委員に就任。2024年からは前任の伊藤雅之に代わって解説委員長に昇格。2025年度より『サタデーウオッチ9』のメインキャスターに就任。

## 現在の担当番組
- サタデーウオッチ9 (2025年度 - )